# Karancsalja
Karancsalja (szlovákul: Podkaranč vagy Karančová) község Nógrád vármegyében, a Salgótarjáni járásban.

## Fekvése
A község Nógrád vármegye északkeleti részén, a Karancs-hegység részét képező Anna-hegy, Bozóvár (Bozavár), Csepje (Secse, Gecse), Gusztáv- és Verő-hegyek szorításában, a Kis-Dobroda völgyében fekszik, csupán öt kilométer távolságra, Salgótarjántól északnyugatra. A Novohrad-Nógrád UNESCO Globális Geopark települése.
Karancsalja a Litke és Salgótarján közt húzódó 2206-os számú úton érhető el a legegyszerűbben, a megyeszékhely felől számítva az első település. Elérhető még a 22-es főút felől is, ahonnan Ságújfalun ágazik el kelet-északkelet felé az Etes községen keresztül idáig húzódó, bő 7 kilométer hosszú, 22 109-es számú mellékút.

## Története
A Dobroda-patak völgyében fekvő Karancsalja Árpád-kori eredetű település. Nevét a községtől néhány kilométerre északkeletre, Szlovákia és Magyarország határán magasodó 727 méter magas Karancsról kapta, amit a „Palóc Olimposznak” is szokás nevezni.
Már az Árpádok korában fennállt. A legenda szerint 1241-ben IV. Béla király egy éjszakára itt talált menedéket, amikor menekülni kényszerült a tatárok ellen vívott, tragikus végű muhi csata után. A hagyomány úgy tartja, hogy a király leánya, Szent Margit ezen nevezetes esemény emlékére építtette a Karancs csúcsán a Margit-kápolnát.
A falu török hódoltság korabeli és a késő középkori története eléggé feldolgozatlan.
1548-ban Bebek Ferenc birtoka volt.
1715-ben 8, 1720-ban 14 magyar háztartását vették fel az összeírók.
1770-ben Jankovich László, a 19. század elején pedig Jankovics Antal, az 1900-as évek elején pedig Balla Géza a legnagyobb birtokosa. Urilakát még Jankovich Miklós építtette, a 19. század elején, de új tulajdonosa 1909-ben átalakíttatta.
1873-ban nagy kolerajárvány pusztított a településen.
Karancsalja határában lévő – 19-20. századi – kőszénbányáknak nagy jelentőségük volt a lakosság életében, sok embernek nyújtottak megélhetést. 1944. november végén, december elején a községtől néhány kilométernyire lévő, az Etes felé eső karancslejtősi bánya tragikus események színhelye volt. A jobb körülményekért küzdő, a munkát megtagadó bányászok közül hetet agyonlőttek.

## Közélete

### Polgármesterei
- 1990–1994: Ponyi Ferenc (független)[3]
- 1994–1998: Ponyi Ferenc (független)[4]
- 1998–2002: Lantos Sándor (független)[5]
- 2002–2006: Lantos Sándor (MSZP)[6]
- 2006–2010: Lantos Sándor (MSZP)[7]
- 2010–2013: Pál Gyula (független)[8]
- 2013–2014: Sulyok Oszkár Jánosné (független)[9][10]
- 2014–2019: Sulyok Oszkár Jánosné (független)[11]
- 2019–2024: Sulyok Oszkár Jánosné (független)[12]
- 2024– : Sulyok Oszkár Jánosné (független)[1]

A településen a 2002. október 20-án megtartott önkormányzati választás érdekessége volt, hogy az országos átlagot jóval meghaladó számú, összesen 7 polgármesterjelölt indult. Ilyen nagy számú jelöltre abban az évben az egész országban csak 24 település lakói szavazhattak, ennél több (8 vagy 10) aspiránsra pedig hét másik településen volt példa.
2013. október 13-án időközi polgármester-választást tartottak Karancsalján, az előző polgármester halála miatt.

## Népesség
A település népességének változása:
| Lakosok száma | 1557 | 1536 | 1527 | 1489 | 1440 | 1415 | 1391 |
|               | 2013 | 2014 | 2015 | 2021 | 2022 | 2023 | 2024 |

2001-ben a település lakosságának 99%-a magyar, 1%-a cigány nemzetiségűnek vallotta magát.
A 2011-es népszámlálás során a lakosok 88,5%-a magyarnak, 2,9% cigánynak, 0,3% németnek, 0,3% szlováknak mondta magát (11,5% nem nyilatkozott; a kettős identitások miatt a végösszeg nagyobb lehet 100%-nál). A vallási megoszlás a következő volt: római katolikus 47,4%, református 1,9%, evangélikus 0,8%, felekezeten kívüli 22,3% (25,6% nem nyilatkozott).
2022-ben a lakosság 86,9%-a vallotta magát magyarnak, 2,8% cigánynak, 0,6% szlováknak, 0,2% németnek, 0,2% lengyelnek, 0,1% bolgárnak, 2,4% egyéb, nem hazai nemzetiségűnek (12,9% nem nyilatkozott; a kettős identitások miatt a végösszeg nagyobb lehet 100%-nál). Vallásuk szerint 28,2% volt római katolikus, 1,3% református, 0,8% evangélikus, 0,3% görög katolikus, 1,9% egyéb keresztény, 0,8% egyéb katolikus, 16,1% felekezeten kívüli (50,3% nem válaszolt).

## Oktatási intézmények
A faluban egy óvoda (Napfény Óvoda) és egy iskola (Mocsári Antal Körzeti Általános és Művészeti Iskola Karancsaljai Tagintézménye – röviden MAKÁMI-KT) található.
Az óvoda 2011-ben került felújításra először, majd 2021-ben új épületrészt kapott.
Az iskola 2004-ig a Karancskeszi intézmény tagiskolája volt, majd 2004-2007 között önálló intézményként működött.
2007-től a Karancslapujtői Mocsáry Antal Általános Iskola tagintézménye lett. 
2021/22-es tanévtől csatlakozott a Salgótarjáni Váczi Gyula Alapfokú Művészeti Iskola tagiskoláihoz.

## A falu napjainkban
Az infrastruktúra (víz, gáz, szennyvíz, telefon, kábel tv) teljes mértékben kiépült, a belterületi utakat felújították. A község központjában 800 m hosszú szakaszon járda épült.
2000-ben szentelték fel a község zászlaját és címerét, ugyancsak ebben az évben készült el a település I. és II. világháborús áldozatai tiszteletére emelt emlékmű, nem sokkal később egy díszparkot hoztak létre. 2003-ban felújították a sportpályát.
Kedvelt kirándulóhely a „Tavas" pihenőpark, ahol ünnepnapokon kulturális és sportprogramokat szerveznek. A község leglátogatottabb rendezvényei a július utolsó szombatján tartott Falunap, valamint az október elején rendezett szüreti felvonulás és bál.
2015-ben új helyen megnyílt a Községi Könyvtár. A könyves téka, a gyermeksarok, a helyi tájékozódáshoz kényelmet biztosító bútorzat és az internetes böngésző helyek kicsitől nagyig, időstől fiatalig mindenki számára lehetőséget teremt ismeretei bővítéséhez. A telepített internet közvetlen kapcsolatot teremt a Balassi Bálint Megyei Könyvtárral.
2019-ben elkészült a Közösségi Ház, mely a Községi Könyvtár épületrészének jobb oldalán található meg.
2020-ban a Község megnyerte az Orvosi Rendelő felújításához és a Karancskeszi-ig tartó Karancslapujtőn áthaladó bicikliút megépítéséhez a támogatásokat, melynek munkálatai 2021 év végére fejeződnek be.
2021-ben befejeződött a Karancsalja Napfény Óvoda tetőszerkezetének felújítása, mellé pedig egy új épületet is felhúztak, melyben a konyha és a további helységek kaptak helyet. Átadására szeptember 30.-án került sor.
Továbbá ebben az évben kezdődött meg a már megépített járdaszakasz bővítése Karancslapujtő irányába, mellette pedig elkezdődött a bicikli út építése is.

## Sport
Karancsalja labdarúgócsapata jelenleg a megyei II. osztály küzdelmeiben vesz részt. A 2007/08-as bajnokságban a felnőttek a 3. helyen végeztek.
A 2008/09-es pontvadászatban pedig ezüstérmes lett a csapat, az ifjúsági együttes a 4. helyen zárt.
A 2009/2010-es szezonban a felnőtt csapat és az ifjúsági egyaránt 2. helyen végzett.